# Банкноты австралийского фунта
Банкно́ты австрали́йского фу́нта — банкноты австралийского фунта, которые были в обращении на территории Австралии в период с 1910 по 1966 годы.
| Годы обращения | Номинал      | Изображение | Изображение | Размеры (мм) | Описание                   | Описание                                              |
| Годы обращения | Номинал      | Аверс       | Реверс      | Размеры (мм) | Аверс                      | Реверс                                                |
| -------------- | ------------ | ----------- | ----------- | ------------ | -------------------------- | ----------------------------------------------------- |
| 1913 - 1923    | 10 шиллингов |             |             | 197×88       | Гравюра с гербом Австралии | Водослив на реке Гоулберн в штате Виктория            |
| 1913 - 1923    | 1 фунт       |             |             | 156×88       | Гравюра с гербом Австралии | Добытчики золота на кварцевых шахтах в штате Виктория |
| 1913 - 1923    | 5 фунтов     |             |             | 167×105      | Герб Австралии             | Река Хоксбери в штате Новый Южный Уэльс               |